# آلبرتو گومز (بازیکن فوتبال آرژانتینی)
آلبرتو گومز (انگلیسی: Alberto Gómez؛ زادهٔ ۱۸ مارس ۱۹۵۰) بازیکن فوتبال اهل آرژانتین است.
از باشگاه‌هایی که در آن بازی کرده‌است می‌توان به باشگاه فوتبال کروز آزول و باشگاه فوتبال روساریو سنترال اشاره کرد.
وی همچنین در تیم ملی فوتبال آرژانتین بازی کرده‌است.